# Карбонарії

Прапор карбонаріїв

Карбонарії (італ. carbonaro) — члени таємного, суворо конспірованого товариства в Італії в 1807—1832 років.

## Значення
Назва «карбонарії» італійською перекладається як «вуглярі». За поширеною легендою так їх називали тому, що вони влаштовували свої збори
в хижах незаможних вуглярів. До того ж в товаристві карбонаріїв поряд з іншими існував ритуал спалення деревного вугілля, який символізував духовне очищення членів товариства.

## Діяльність
За урочистістю збори революціонерів чимось нагадували зібрання масонів. Кожен з  учасників мав присягнути боротися за свободу і єдність батьківщини на освячених кинджалах. Щоб уникнути викриття всієї своєї організації, організація карбонаріїв була поділена на окремі осередки — венти (з італійської — «двадцятки»), які найчастіше не знали про існування одна одної.
Політична програма карбонаріїв включала боротьбу за конституційні перетворення. Найважливішим пунктом цієї програми була вимога національної незалежності, а також єдності Італії. Чіткої програми об'єднання країни у карбонаріїв не було. Одні з них мали намір захопити владу шляхом військового перевороту. Інші бачили основну перешкоду об'єднанню країни в іноземному пануванні й пропонували зосередити зусилля на боротьбі з ним.
Перші таємні революційні організації в Італії виникли ще за наполеонівської доби, коли в Італії панували французи. В цей час карбонаріям допомагала Велика Британія, яка забезпечувала їх озброєнням. Після Віденського конгресу французьке гноблення поступилося місцем австрійському — проте в карбонаріїв вже не було зовнішніх союзників, а власне італійське населення їх підтиримувало не надто активно.
Ситуація змінилася лише наприкінці 1810-х років, коли країну охопила революційна криза. В липні 1820 року венти карбонаріїв розпочали повстання в Неаполітанському королівстві. Вже за тиждень король погодився ухвалити конституцію та скликати народне представництво. У березні 1821 року революція спалахнула і в П'ємонті, найважливішій області Сардинського королівства. Місцевий володар зрікся престолу. В державі запровадили конституцію, а створена в Турині тимчасова хунта закликала до об'єднання Італії.
Революції налякали європейських монархів. За наполяганням Олександра I був скликаний конгрес Священного союзу, учасники якого вирішили, що «заради миру і спокою» на континенті не лише мають право втручатися у внутрішні справи будь-якої держави Європи, але й зобов'язані придушувати революції — тоді, коли місцеві володарі не можуть впоратися з заколотниками самі.
«Навести лад» в Італії пообіцяла Австрія. Війська цісаря спочатку розгромили революційну неаполітанську армію і відновили абсолютну монархію на півдні півстрова. А потім австрійці разом із військами нового сардинського короля придушили революцію і в П'ємонті. Арешти карбонаріїв розпочалися по всій Італії. Зрештою організація змушена була оголосити про саморозпуск.
Щоправда, більшість карбонаріїв, які залишилися на свободі, насправді готувалися до нових виступів. Слушна нагода для них настала лише через десятиріччя. Під впливом Липневої революції у Франції у 1831 році революції спалахнули одразу в дрібних італійських державах. Карбонаріям вдалося зігнати з тронів кількох володарів і вигнати з міста Болонья намісника Папи Римського, але вже за місяць австрійські війська «відновили лад» у країні. Після цього карбонарії зійшли з історичної сцени, поступвшись місцем новим поколінням італійських революціонерів, таких як Джузеппе Мадзіні та Джузеппе Гарібальді.
Організації карбонаріїв (зі своїми специфічними цілями) існували, втім, не лише в Італії, але й у Франції, Швейцарії та на Балканах.